# Fays (Vosgi)
Fays è un comune francese di 252 abitanti situato nel dipartimento dei Vosgi nella regione del Grand Est.

## Società

### Evoluzione demografica
Abitanti censiti